# Vincenzo Zucconelli
Vincenzo Zucconelli  (né le 3 juin 1931 à Jolanda di Savoia) est un coureur cycliste italien. 

## Biographie
Aux Jeux olympiques de 1952 à Helsinki, Vincenzo Zucconelli se classe sixième de la course individuelle. Avec Dino Bruni, cinquième, et Gianni Ghidini, septième, il obtient la médaille d'argent de la course par équipes. Il a été professionnel de 1954 à 1958. Il a notamment remporté une étape du Tour d'Italie 1955 et porté pendant une étape le maillot rose lors du Tour d'Italie 1956.

## Palmarès

### Palmarès amateur
- 1951
  - Gran Premio della Liberazione
  - Popolarissima delle Palme
- 1952
  -  Champion d'Italie sur route amateurs
  -  Médaillé d'argent de la course par équipes des Jeux olympiques
  - 6e de la course individuelle des Jeux olympiques
- 1953
  - Coppa Rotense
- 1954
  - Coppa Zinzi
  - Gran Premio Berco
  - Coppa Francesco Gennari
  - Gran Premio Pirelli

### Palmarès professionnel
- 1955
  - 11e étape du Tour d'Italie
  - 2e de Sassari-Cagliari
- 1956
  - 1re étape du Tour de Sicile
  - 1rea étape de Rome-Naples-Rome
  - 3e du Trofeo Fenaroli

## Résultats sur le Tour d'Italie
3 Participations
- 1955 : 61e, vainqueur de la 11e étape
- 1956 : hors délais (16e étape),  maillot rose pendant un jour
- 1957 : abandon